# María de Cleofás
María de Cleofás o Santa María Cleofás, conocida así por ser la esposa de Cleofás, fue una mujer que estuvo presente en la crucifixión de Cristo. Vivió en el siglo I y habría sido una de las discípulas de Jesús de Nazaret que lo habían seguido y ayudado desde que estaba en Galilea. Si se la identifica con la María, madre de Santiago y José de los sinópticos, sus hijos habrían sido esos y posiblemente otros más.
En el martirologio romano María de Cleofás es elogiada como una de las santas mujeres que se dirigieron al sepulcro donde había sido enterrado Jesús y recibieron el primer anuncio de la resurrección. Se cree también que ella y María Magdalena fueron quienes vieron por primera vez a Jesús resucitado y llevaron la noticia a los apóstoles.

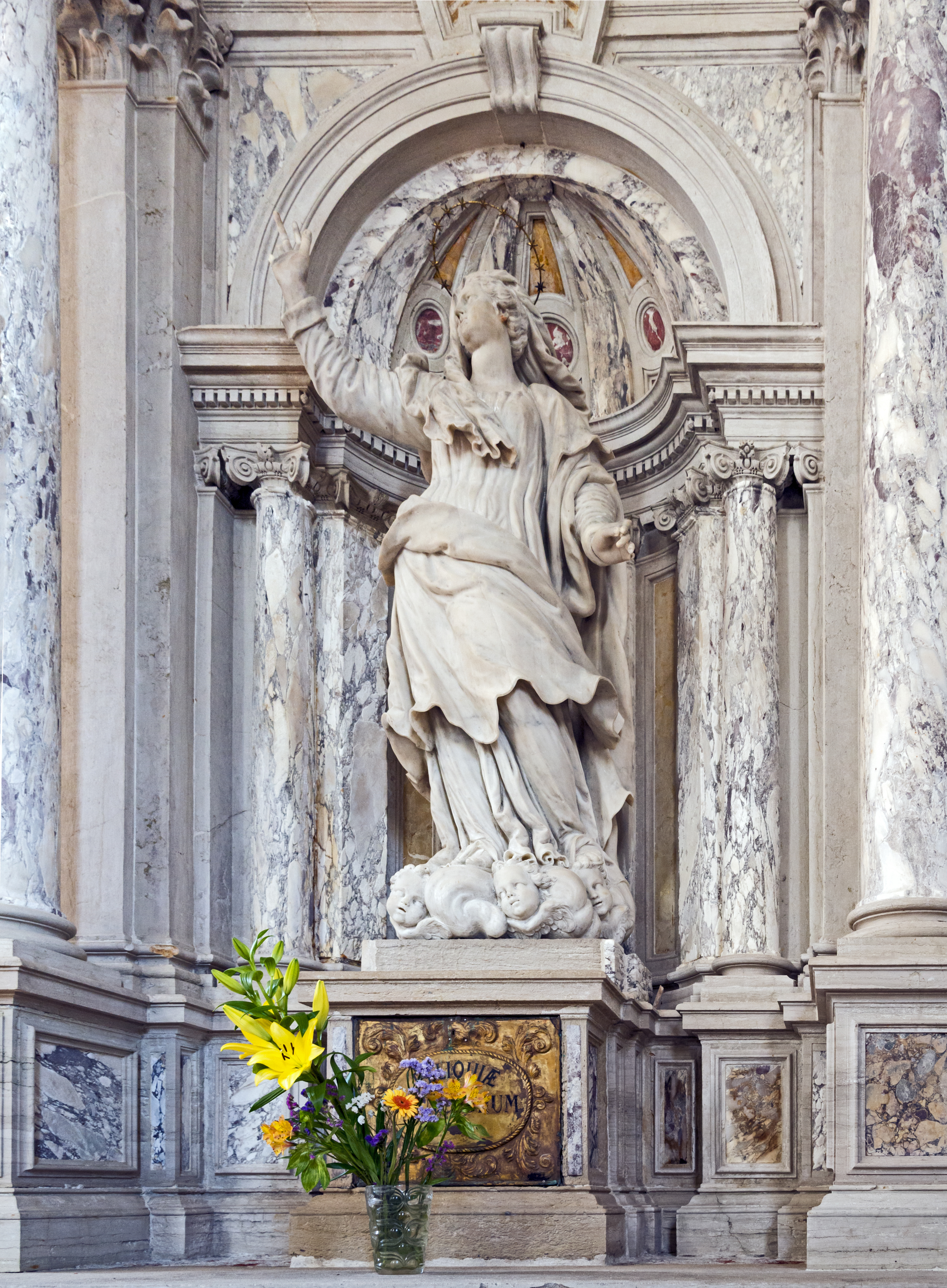
María de Cleofás - Venecia

## En los evangelios
María de Cleofás se menciona explícitamente solo en Juan 19:25, donde se encuentra entre las mujeres presentes en la crucifixión de Jesús:

Estaban junto a la cruz de Jesús su madre, y la hermana de su madre, María mujer de Cleofás, y María Magdalena
Juan 19:25

Los Evangelios de Marcos y Mateo incluyen cada uno pasajes similares que son casi idénticos entre sí:

Entre ellas estaban María Magdalena, María la madre de Santiago y de José, y la madre de los hijos de Zebedeo
Mateo 27:56

Había unas mujeres que miraban de lejos, entre ellas María Magdalena, María, madre de Santiago el Menor y de José, y Salomé
Marcos 15:40

Esto ha llevado a algunos estudiosos a identificar a María de Cleofás con "María, la madre de Santiago y José".
Sea como fuere, ambas posturas mantendrían a las 3 mujeres (aparte de María madre de Jesús) que estuvieron en la crucifixión de Cristo:
- Primera Mujer: María Magdalena.[a][b][c]
- Segunda Mujer: María, esposa de Cleofás, posible hermana de la madre de Jesús[a] y madre de Santiago el Menor y José.[b][c]
- Tercera Mujer: Salomé,[c] posible hermana de la madre de Jesús[a] y madre de los hijos de Zebedeo.[b]

Según algunas interpretaciones, la misma María de Cleofás también estuvo entre las mujeres que en la mañana de la resurrección fueron al sepulcro para ungir el cuerpo de Jesús con perfumes y fueron testigos de la resurrección. Mateo la llama "la otra María" para distinguirla de María Magdalena, mientras que Marcos y Lucas la nombran como "María, la madre de Santiago".

## En la Tradición

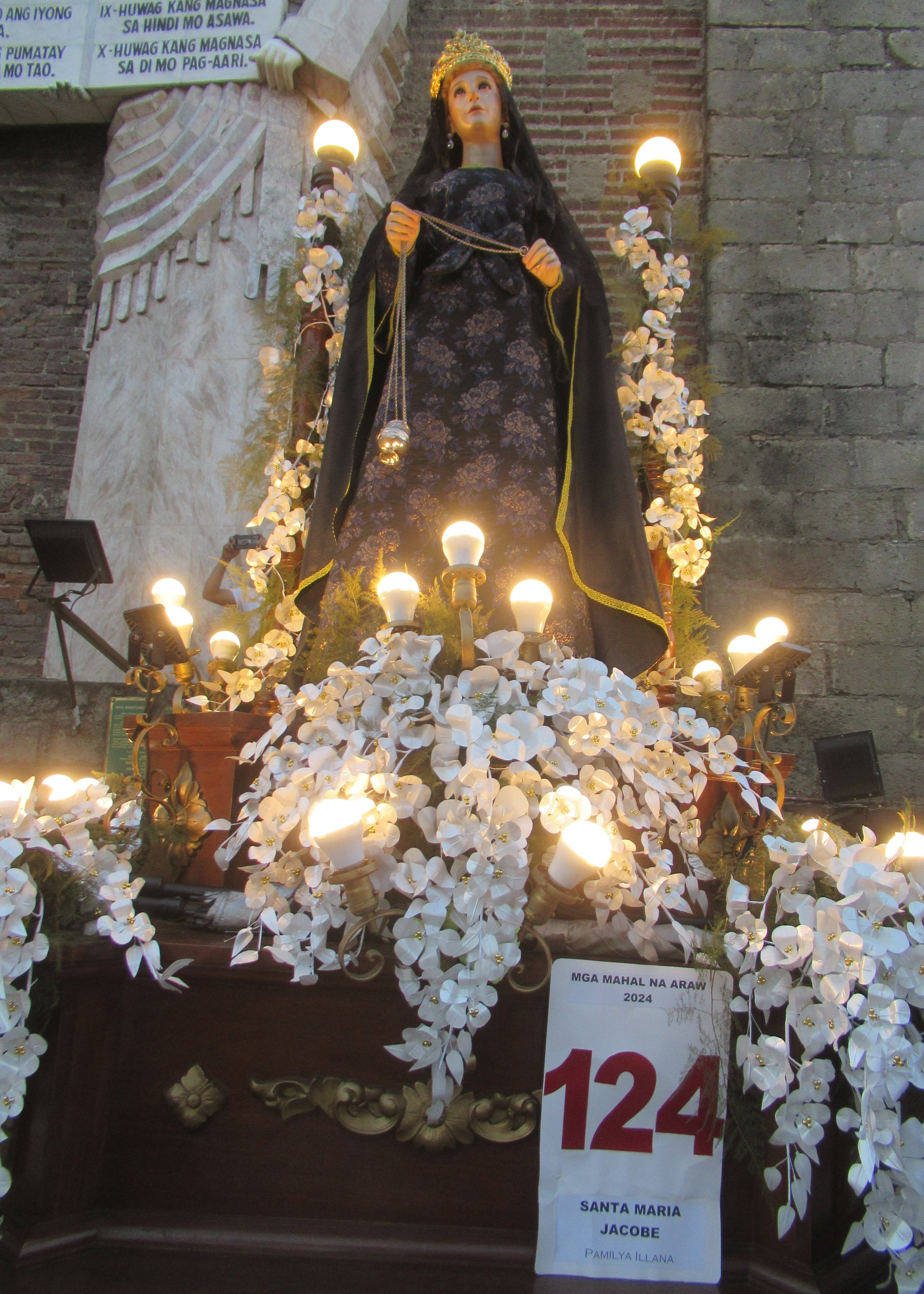
Imagen de María Cleoflás en una procesión.

Jerónimo identifica a María de Cleofás como la hermana de María, madre de Jesús. Él argumenta que los "hermanos de Jesús" (Santiago, Simón, Judas y José) eran hijos de María de Cleofás, la hermana de la madre de Jesús, haciéndolos primos de Jesús.
Pero la redacción griega del pasaje de Juan también puede significar que la hermana de la madre de Jesús sería una persona distinta a la esposa de Cleofás, y según Marcos 15:40 sería Salomé, la madre de los hijos de Zebedeo.

Ἰστήκεισαν δὲ παρὰ τῷ σταυρῷ τοῦ Ἰησοῦ ἡ μήτηρ αὐτοῦ καὶ ἡ the ἀδελφὴ τῆς μητρὸς αὐτοῦ, Μαρία ἡ τοῦ Κλωπᾶ καὶ Μαρία ἡ Μαγδαληνή. (Juan 19:25)

Según un fragmento de la obra Exposiciones de los Oráculos del Señor del Padre apostólico Papías de Hierápolis, que vivió cerca del 70-163 d. C, Cleofás y Alfeo serían la misma persona, y María, la esposa de Cleofás o Alfeo, sería la madre de Santiago el hermano de Jesús, de Simón y de Judas (Tadeo) y de un José. Para el teólogo anglicano J.B. Lightfoot dicho fragmento ya mencionado sería espurio.
En el Evangelio del pseudo-Mateo, posiblemente escrito en el siglo VII, se afirma que la hermana de María, la madre de Jesús, era María de Cleofás, hija de Cleofás y Ana:

Jesús se encontró con María, su madre, junto a su hermana María de Cleofás, que el Señor Dios había otorgado a su padre Cleofás y a su madre Ana, porque habían ofrecido a María, la madre de Jesús, para el Señor. Y ella fue llamada con el mismo nombre, María, para consolar a sus padres.

La interpretación más común es que «de Cleofás» indica que el esposo de esta María era Cleofás y, por lo tanto, el padre de sus hijos; pero en la tradición medieval, Cleofás era visto como el segundo esposo de Santa Ana y padre de «María de Cleofás».
Las tradiciones católica y ortodoxa suelen seguir a Hegesipo y sostener que Cleofás fue un hermano de san José. Sobre esta base, algunos han sugerido que el uso de la palabra hermana en Juan 19:25 se haría más bien en el sentido de cuñada y, por ello, los llamados hermanos de Jesús serían quizás primos por la parte paterna.
Hay una tradición antigua que dice que María de Cleofás era una mujer de hermoso porte y atrayente; habló con Jesús de sus cinco hijos, rogándole que los hiciera sus discípulos. Uno de ellos era escribiente, especie de juez de paz, llamado Simón; dos eran pescadores, Santiago el menor, y Judas Tadeo: estos eran hijos de su primer marido Alfeo (Cleofás), el cual le había dado un hijastro llamado Mateo, de quien se lamentaba mucho por ser un publicano (recaudador de impuestos). De su segundo marido, Sabas, tenía un hijo llamado José Barsabás, pescador. Jesús la consoló diciéndole que sus hijos vendrían con Él, y acerca de Mateo (que ya había estado con Jesús en el camino a Sidón) le dijo que también vendría y que sería uno de los mejores (todo esto confirmado por la mística: La beata Ana Catalina Emmerick).
Su fiesta se celebra junto con Salomé el 24 de abril, anteriormente se celebraba el 9 de abril.

## Citas bíblicas
1. 1 2 3 4  Juan 19:25
2. 1 2 3 4  Mateo 27:55-56
3. 1 2 3 4  Marcos 15:40-41
4. ↑  Mateo 28:8-10
5. ↑  Mateo 28:1
6. ↑  Marcos 16:1
7. ↑  Lucas 24:10